# Partita Rhytmique
Partita Rhytmique is een compositie uit circa 1980 voor piano solo van de Nederlandse componist Gerard Hengeveld.
'Partita Rhytmique' kent delen die de verwantschap met de Engelse suites en klavierpartita's van J.S. Bach in de titels en stijl blootleggen. De delen zijn naast een knipoog naar de Barokmuziek ook knipogen naar de jazzmuziek. Hengeveld vermengt in elk deeltje zowel strakke polyfone en barokke thematiek als swingende jazzy elementen (enerzijds is het gebruik van ritmische syncoperingen opvallend, anderzijds de harmonische benadering met soms jazzakkoorden).
Hengeveld nam dit werk zelf ook op in 1992 op de cd Gerard Hengeveld speelt Gerard Hengeveld. Het werk duurt in totaal circa 17 minuten en is als bladmuziek uitgegeven bij Broekmans & Van Poppel.

## Delen
1. Prélude - allegro non troppo
2. Allemande - andante con moto
3. Courante - allegro
4. Sarabande - andante
5. Gavotte-Musette - allegretto
6. Gigue - allegro molto